# Liga Checa de Fútbol 2023-24
La Liga Checa de Fútbol 2023-24 por razones de patrocinio Fortuna liga, fue la trigésima primera temporada de la Liga de Fútbol de la República Checa, la máxima categoría del fútbol profesional de la República Checa.

## Formato
Los 16 equipos participantes jugarán entre sí todos contra todos dos veces totalizando 30 partidos cada uno.

## Ascensos y descensos
El FC Zbrojovka Brno descendió a la Liga Nacional de Fútbol, es reemplazado para este torneo por el campeón de la Liga Nacional el MFK Karviná, tras haber descendido en la temporada 2021-22.
| Pos. | Descendido de la Liga Checa de Fútbol 2022-23. |
| ---- | ---------------------------------------------- |
| 16.º | FC Zbrojovka Brno                              |

| Pos. | Ascendido de la Liga Nacional de Fútbol 2022-23. |
| ---- | ------------------------------------------------ |
| 1.º  | MFK Karviná                                      |

## Información de los equipos
| Club                       | Ciudad             | Estadio                                     | Capacidad |
| -------------------------- | ------------------ | ------------------------------------------- | --------- |
| Bohemians de Praga 1905    | Praga              | Ďolíček                                     | 7,000     |
| SK Dynamo České Budějovice | České Budějovice   | Stadion Střelecký ostrov                    | 6,681     |
| FC Hradec Králové          | Hradec Králové     | Malšovická aréna                            | 9,300     |
| FK Jablonec                | Jablonec nad Nisou | Stadion Střelnice                           | 6,108     |
| MFK Karviná                | Karviná            | Městský stadion (Karviná)                   | 4,833     |
| FC Slovan Liberec          | Liberec            | Stadion u Nisy                              | 9,900     |
| FK Mladá Boleslav          | Mladá Boleslav     | Lokotrans Aréna                             | 5,000     |
| SK Sigma Olomouc           | Olomouc            | Andrův stadion                              | 12,483    |
| FC Baník Ostrava           | Ostrava            | Městský stadion (Ostrava)                   | 15,123    |
| FC Viktoria Plzeň          | Plzeň              | Doosan Arena                                | 11,700    |
| SK Slavia de Praga         | Praga              | Fortuna Arena                               | 19,370    |
| 1. FC Slovácko             | Uherské Hradiště   | Městský fotbalový stadion Miroslava Valenty | 8,000     |
| AC Sparta de Praga         | Praga              | Generali Arena                              | 18,944    |
| FK Teplice                 | Teplice            | Na Stínadlech                               | 18,221    |
| FC Fastav Zlín             | Zlín               | Letná Stadion                               | 5,783     |
| FK Pardubice               | Pardubice          | CFIG Arena                                  | 4,600     |

## Tabla de posiciones
| Pos. | Equipo           | Pts. | PJ | G  | E  | P  | GF | GC | Dif. | Clasificación    |
| ---- | ---------------- | ---- | -- | -- | -- | -- | -- | -- | ---- | ---------------- |
| 1    | Sparta Praga     | 76   | 30 | 24 | 4  | 2  | 70 | 26 | +44  | Grupo campeonato |
| 2    | Slavia Praga     | 72   | 30 | 22 | 6  | 2  | 62 | 23 | +39  | Grupo campeonato |
| 3    | Viktoria Plzeň   | 62   | 30 | 19 | 5  | 6  | 67 | 33 | +34  | Grupo campeonato |
| 4    | Baník Ostrava    | 45   | 30 | 13 | 6  | 11 | 48 | 39 | +9   | Grupo campeonato |
| 5    | Mladá Boleslav   | 44   | 30 | 12 | 8  | 10 | 50 | 46 | +4   | Grupo campeonato |
| 6    | Slovácko         | 41   | 30 | 11 | 8  | 11 | 39 | 40 | −1   | Grupo campeonato |
| 7    | Slovan Liberec   | 40   | 30 | 10 | 10 | 10 | 46 | 46 | 0    | Play-off         |
| 8    | Sigma Olomouc    | 37   | 30 | 10 | 7  | 13 | 40 | 45 | −5   | Play-off         |
| 9    | Hradec Králové   | 37   | 30 | 9  | 10 | 11 | 32 | 38 | −6   | Play-off         |
| 10   | Teplice          | 36   | 30 | 9  | 9  | 12 | 31 | 40 | −9   | Play-off         |
| 11   | Bohemians 1905   | 35   | 30 | 8  | 11 | 11 | 29 | 40 | −11  | Grupo descenso   |
| 12   | Jablonec         | 30   | 30 | 6  | 12 | 12 | 35 | 45 | −10  | Grupo descenso   |
| 13   | Pardubice        | 28   | 30 | 7  | 7  | 16 | 29 | 42 | −13  | Grupo descenso   |
| 14   | MFK Karviná      | 25   | 30 | 6  | 7  | 17 | 30 | 52 | −22  | Grupo descenso   |
| 15   | Trinity Zlín     | 25   | 30 | 5  | 10 | 15 | 36 | 61 | −25  | Grupo descenso   |
| 16   | České Budějovice | 24   | 30 | 6  | 6  | 18 | 34 | 62 | −28  | Grupo descenso   |

Actualizado a los partidos jugados el 28 de abril de 2024.
 Fuente: SoccerWay
Criterios de clasificación: 1) Puntos; 2) Puntos entre sí; 3) Diferencia de gol entre sí; 4) Goles marcados entre sí; 5) Diferencia de gol; 6) Goles marcados; 7) Juego limpio; 8) Sorteo.

## Grupo Campeonato
| Pos. | Equipo           | Pts. | PJ | G  | E | P  | GF | GC | Dif. | Clasificación                         |
| ---- | ---------------- | ---- | -- | -- | - | -- | -- | -- | ---- | ------------------------------------- |
| 1    | Sparta Praga (C) | 87   | 35 | 27 | 6 | 2  | 82 | 30 | +52  | Segunda ronda de la Liga de Campeones |
| 2    | Slavia Praga     | 85   | 35 | 26 | 7 | 2  | 76 | 24 | +52  | Segunda ronda de la Liga de Campeones |
| 3    | Viktoria Plzeň   | 70   | 35 | 21 | 7 | 7  | 72 | 38 | +34  | Tercera ronda de la Liga Europa       |
| 4    | Baník Ostrava    | 49   | 35 | 14 | 7 | 14 | 56 | 48 | +8   | Segunda ronda de la Liga Conferencia  |
| 5    | Mladá Boleslav   | 47   | 35 | 13 | 8 | 14 | 51 | 59 | −8   | Play-off para la Liga Conferencia     |
| 6    | Slovácko         | 44   | 35 | 12 | 8 | 15 | 45 | 56 | −11  |                                       |

Actualizado a los partidos jugados el 26 de mayo de 2024.
 Fuente: SoccerWay
Criterios de clasificación: 1) Puntos totales; 2) Puntos en la temporada regular; 3) Puntos entre sí (temporada regular); 4) Diferencia de gol entre sí (temporada regular); 5) Goles marcados entre sí (temporada regular); 6) Goles marcados (todos los partidos); 7) Juego limpio; 8) Sorteo.

## Play-offs
Los equipos situados entre la séptima y la décima posición participarán en el play-off de la Conference League. El mejor de ellos jugará contra el quinto clasificado del grupo de campeonato para determinar al ganador de los play-offs de la Conference League. El ganador se clasificará para la segunda ronda de clasificación de la UEFA Conference League 2024-25.

### Ronda previa
|  | Semifinales | Semifinales    | Semifinales | Semifinales | Semifinales |   |   | Final          | Final | Final | Final | Final |
|  |             |                |             |             |             |   |   |                |       |       |       |       |
|  | 8           | Sigma Olomouc  | 1           | 1           | 2           |   |   |                |       |       |       |       |
|  | 9           | Hradec Králové | 3           | 3           | 6           |   |   |                |       |       |       |       |
|  |             |                |             |             |             |   | 9 | Hradec Králové | 1     | 2     | 3     |       |
|  |             | 10             | Teplice     | 0           | 0           | 0 |   |                |       |       |       |       |
|  | 7           | Slovan Liberec | 0           | 1           | 1           |   |   |                |       |       |       |       |
|  | 10          | Teplice        | 2           | 2           | 4           |   |   |                |       |       |       |       |

### Final
| 31 de mayo de 2024 | Mladá Boleslav                              | 3:1 (2:0) | Hradec Králové | Městský stadion, Mladá Boleslav |                          |
| 18:00              | Mareček 13' · Kostka 45+1' · Matějovský 54' | Reporte   | Čmelík 83'     | Árbitro(s): Ondřej Berka        | Árbitro(s): Ondřej Berka |

## Grupo Descenso
| Pos. | Equipo               | Pts. | PJ | G  | E  | P  | GF | GC | Dif. | Clasificación           |
| ---- | -------------------- | ---- | -- | -- | -- | -- | -- | -- | ---- | ----------------------- |
| 1    | Jablonec             | 41   | 35 | 9  | 14 | 12 | 45 | 50 | −5   |                         |
| 2    | Pardubice            | 40   | 35 | 11 | 7  | 17 | 39 | 47 | −8   |                         |
| 3    | Bohemians 1905       | 39   | 35 | 9  | 12 | 14 | 34 | 48 | −14  |                         |
| 4    | MFK Karviná (O)      | 32   | 35 | 8  | 8  | 19 | 38 | 62 | −24  | Play-offs de descenso   |
| 5    | České Budějovice (O) | 29   | 35 | 7  | 8  | 20 | 41 | 70 | −29  | Play-offs de descenso   |
| 6    | Trinity Zlín (D)     | 27   | 35 | 5  | 12 | 18 | 40 | 69 | −29  | Descenso a Segunda Liga |

Actualizado a los partidos jugados el 25 de mayo de 2024.
 Fuente: SoccerWay
Criterios de clasificación: 1) Puntos totales; 2) Puntos en la temporada regular; 3) Puntos entre sí (temporada regular); 4) Diferencia de gol entre sí (temporada regular); 5) Goles marcados entre sí (temporada regular); 6) Goles marcados (todos los partidos); 7) Juego limpio; 8) Sorteo.

## Play-offs de descenso
Los equipos ubicados en las posiciones 4 y 5 del grupo de descenso se enfrentaron a los equipos ubicados en el segundo y tercer lugar de la Liga Nacional de Fútbol 2023-24 por dos plazas para la siguiente temporada de la máxima categoría.
| Equipo 1         | Agr. | Equipo 2       | Ida | Vuelta |
| ---------------- | ---- | -------------- | --- | ------ |
| MFK Vyškov       | 0–2  | MFK Karviná    | 0–1 | 0–1    |
| České Budějovice | 3–2  | Silon Táborsko | 2–1 | 1–1    |

## Máximos goleadores
Actualizado el 26 de mayo de 2024.
| Pos. | Jugador            | Club           | Goles |
| ---- | ------------------ | -------------- | ----- |
| 1    | Václav Jurečka     | Slavia Praga   | 19    |
| 2    | Pavel Šulc         | Viktoria Plzeň | 18    |
| 3    | Jan Kuchta         | Sparta Praga   | 17    |
| 4    | Veljko Birmančević | Sparta Praga   | 16    |
| 4    | Mojmír Chytil      | Slavia Praga   | 16    |